# Simon Langenbach

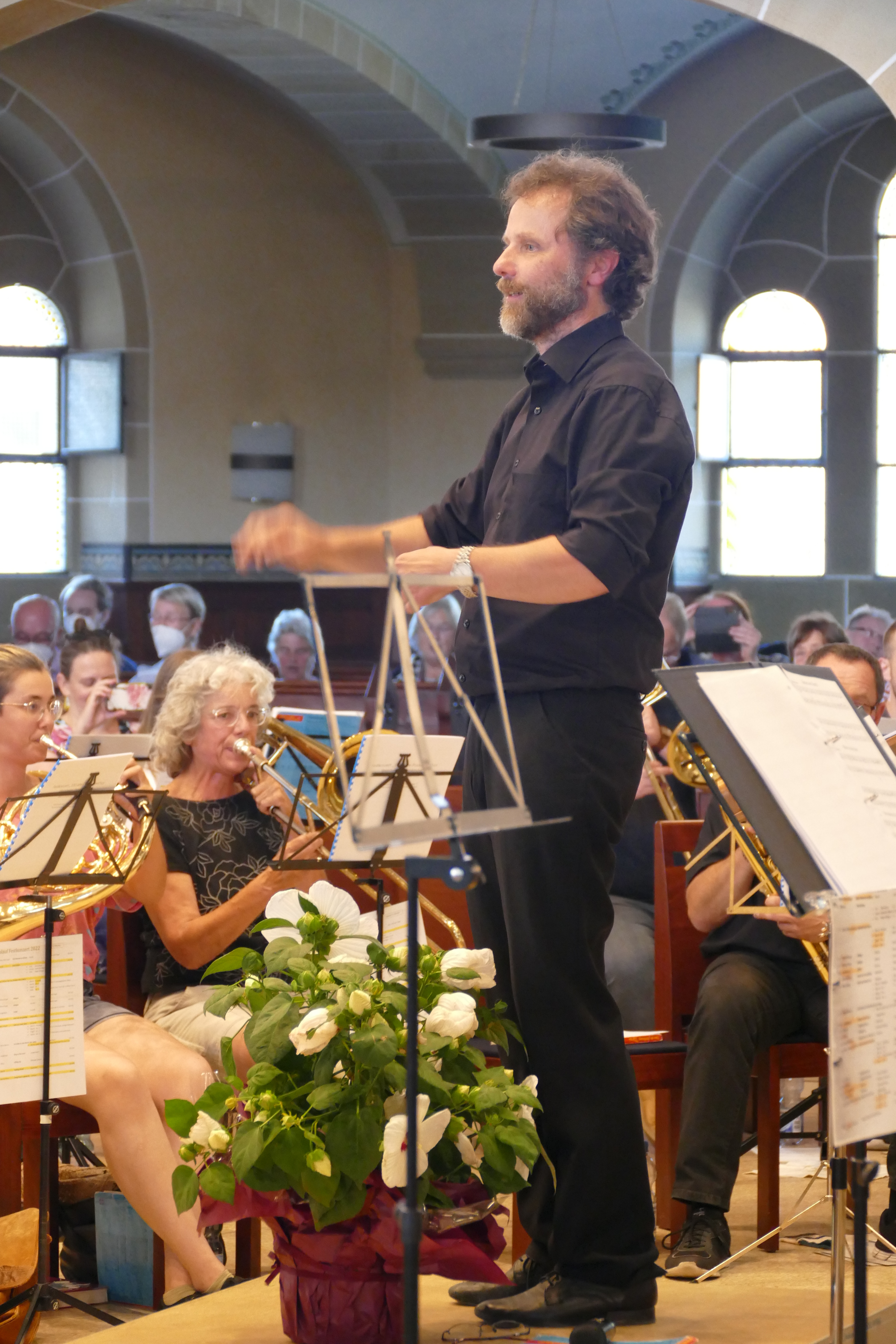
Simon Langenbach dirigiert einen Posaunenchor in der Peterskirche Weinheim, Juli 2022

Simon Langenbach (* 18. Mai 1967 in Arolsen) ist ein deutscher Kirchenmusikdirektor, Komponist, Chorleiter, Organist und Trompeter.

## Leben
Simon Langenbach wuchs in Eberbach auf. Bereits als Schüler begann er seine musikalische Ausbildung. So spielte er Trompete im Posaunenchor seines Vaters, lernte aber auch bei dem Komponisten und Pianisten Harald Heilmann und bei Kapellmeister Guido Johannes Rumstadt. Außerdem absolvierte er ein Gastsemester (Orgel und Trompete) an der Hochschule für Kirchenmusik Heidelberg. Nach dem Abitur folgte ein Kirchenmusikstudium an der Hochschule für Kirchenmusik Herford, welches er 1996 mit dem A-Examen abschloss. 
Mit seiner Frau Anne-Christine Langenbach wirkte er ab 1996 als Kantor in Espelkamp und auf Amrum. Von 2003 bis 2024 war er gemeinsam mit ihr Bezirkskantor im Kirchenbezirk Neckar-Bergstraße und Kantor an der Peterskirche in Weinheim. Im Juni 2025 wurde er zum Landesposaunenwart in der Evangelischen Kirche von Kurhessen-Waldeck gewählt, nachdem er diese Aufgabe seit Januar 2025 bereits vertretungsweise übernommen hatte.
Er wohnt mit seiner Frau in Kassel, das Paar hat zwei Söhne.

## Wirken
Simon Langenbach ist überregional bekannt für zahlreiche Kompositionen für Posaunenchöre, unter anderem Werke für Kirchentage, den Deutschen Evangelischen Posaunentag, die Badischen Landesposaunentage sowie die Reihe „Töne der Hoffnung“.
Als Bezirkskantor in Weinheim lag sein Schwerpunkt in der Orgel- und Bläsermusik. Er leitete den Posaunenchor und die Jungbläser, zeitweise auch die Band und einzelne Vokalchöre der Singschule an der Peterskirche Weinheim. Er war Bezirkschorleiter der Posaunenchöre in Mannheim und an der Bergstraße. Als Trompeter war er Mitglied im Nordbadischen Blechbläserensemble sowie im Bläserquartett "Blech hoch 4". Außerdem lehrt er Trompete und Orgel.

## Auszeichnungen
Im Jahr 2017 bekam er zusammen mit seiner Frau den Badischen Kirchenmusikpreis verliehen. Im Jahr 2020 wurde er zum Kirchenmusikdirektor ernannt.